# Orlando Batista
Orlando Baptista das Chagas (Tijucas, 11 de julho de 1928 – Rio de Janeiro, 26 de janeiro de 2012) foi um locutor esportivo, jornalista e radialista brasileiro 

## Biografia
Orlando Baptista (grafado também Baptista) é conhecido como o “mais laureado locutor esportivo do Brasil”,[carece de fontes?] iniciou a carreira no rádio em 1944 na rádio Tupi, cantando e participando de um programa infantil. Em seguida ingressou na rádio Mauá, onde teve sua formação como radialista e locutor.,
Orlando Baptista comandou durante muito tempo o programa Turma do Bate-Papo ao lado de seu irmão Oswaldo Baptista, na rádio Mauá e posteriormente na rádio Nacional. Também esteve à frente de Campo do 13 na TV Record, e Dois na Bola na  TV Brasil.
A última Copa do Mundo em que participou como narrador foi a de 2002, torneio que teve a vitória da seleção brasileira.
Baptista participou da cobertura de 14 copas do mundo, sendo considerado um das mais importantes personalidades do radialismo esportivo.[carece de fontes?]
Morreu aos 83 anos, vítima de enfarte.